# LUX 043
LUX 043 fue un evento de artes marciales mixtas producido por LUX Fight League, que se llevó a cabo el 28 de junio de 2024 en el Gimnasio Marcelino González de Zacatecas, Zacatecas, México.

## Antecedentes
El evento estelar contó con una pelea por el Campeonato de Peso Pluma de LUX entre el campeón Édgar Delgado y José Alberto Quiñónez.
La pelea coestelar contó con un combate de peso ligero entre el invicto en LUX Alejandro «Toro» Corrales y el recién llegado a la promoción Julio «El Nica» Ruíz.

## Resultados
1. ↑  Por el Campeonato de Peso Pluma de LUX